# Talasea-i csata
A talasea-i csata a második világháború ütközete volt a csendes-óceáni hadszíntéren, Új-Britanniában az amerikai és a japán csapatok között 1944. március 6. és 11. között. Az amerikai hadmozdulatok az Appease hadművelet (Operation Appease) kódnevet kapták.

## Előzmények
1944. február 10-én Walter Krueger tábornok bejelentette, hogy a Dexterity hadművelet, vagyis Új-Guinea nyugati csücskének elfoglalása befejeződött. A szövetségesek következő célpontja az új-britanniai Willaumez-félsziget elfoglalása lett. Talasea a keskeny félsziget keleti partjának közepén helyezkedett el. Első lépésként a tengerészgyalogosok február 25-én – bombázógépek előkészítése után – partra szálltak az Iboki-félszigeten, a Gloucester-fok és Talasea között félúton. Ellenállásba nem ütköztek.

## Partraszállás

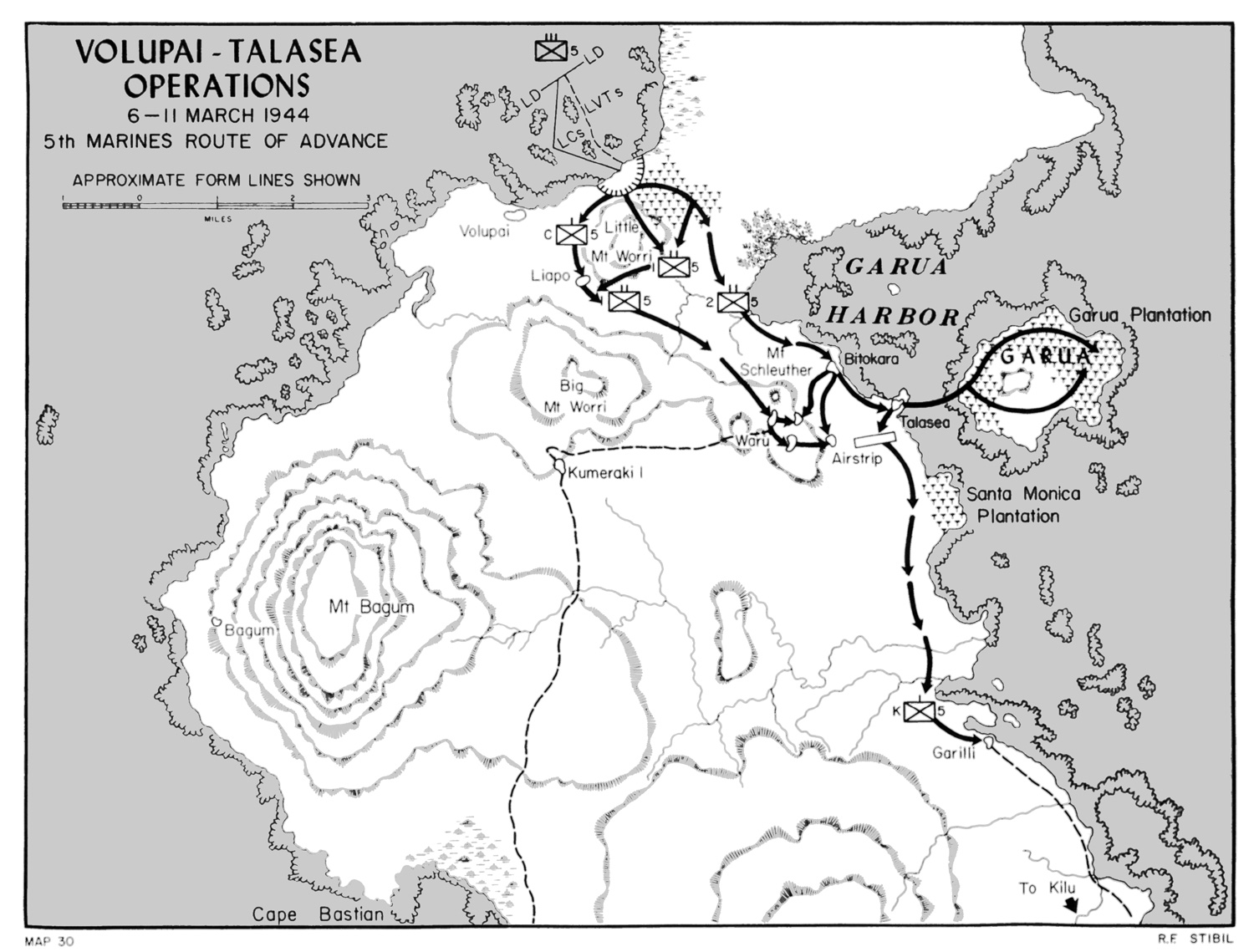
Hadmozdulatok a térképen

A tervek szerint bombázás előzte volna meg a partraszállást Talase-nál, de a rossz időjárási körülmények miatt a gépek nem tudtak felszállni. A légi biztosítást a Gloucester-foki 80. vadászszázad adta.
Habár korábban Talasea fontos állomása volt a Rabaulba tartó japán csapatoknak, a támadás időpontjában csak kevesen voltak a helyszínen. A célterületet az 54. gyalogezred 1. zászlóaljának 430 katonája védte Terunuma Kijomacu százados vezetésével.
Március 6-án megkezdődött az invázió. Megelőző bombázás hiányában a tengerészgyalogosok harckocsijai lőtték a partot a tenger felől. Az 5. ezred 1. zászlóalja a Volupai ültetvénynél, a félsziget nyugati oldalán ért partot. Az ellenállás elenyésző volt. A 2. zászlóalj a kókuszültetvény szélén japánokba ütközött, de a harckocsitámogatással végrehajtott gyalogostámadás kifüstölte a védőket.
A 6-áról 7-ére virradó éjszaka a japánok egy új századot vezényeltek a félsziget nyugati és keleti partját összekötő út védelmére. Az előrenyomuló amerikaiai kevéssel hajnal után ütköztek ellenállásba, de a japánok visszavonultak. Komolyabb ellenállás volt a Schleuther-hegynél, a keleti parton, ahol a japánok megpróbálták a tengerészgyalogos előőrsöt elvágni a főerőktől. Akciójuk nem sikerült, és estére elvesztették a magaslati pozíciót is.
A talasea-i repülőtér március 8-án esett el, amikor a japánok visszavonultak egy magaslatról, ahonnan ellenőrizni tudták Bitokara falut. Március 9-én a japánok folytatták a visszavonulást. A négynapos harcokban 17 tengerészgyalogos elesett, 114 megsebesült. A következő napokban a japánok elsősorban arra törekedtek, hogy fedezzék főerőik visszavonulását.
Április végén a 40. hadosztály katonái váltották a harcoló tengerészgyalogosokat. A 185. gyalogezred május 7-én elfoglalta a Hoskins ültetvényt a keleti parton.